# 穆雷·佩拉希亚
穆雷·戴维·佩拉希亚，KBE（1947年4月19日—），美国钢琴家、指挥家。

## 生平
穆雷·佩拉希亚出生于纽约布朗克斯的一个塞法迪犹太人家庭，其父亲是一名裁缝，1935年从希腊塞萨洛尼基移民至美国而躲过大屠杀，因此佩拉希亚小时候也会说拉迪诺语。
佩拉希亚四岁时开始学弹钢琴，17岁时入读曼尼斯音乐学院，师从梅奇斯瓦夫·霍尔绍夫斯基，学习钢琴、作曲和指挥。在暑期学校期间，他还曾跟随鲁道夫·塞尔金、亚历山大·施耐德、帕布罗·卡萨尔斯等音乐家学习，后来到柯蒂斯音乐学院担任塞尔金的助手一年，钢琴家霍洛维茨对佩拉希亚的艺术生涯也有举足轻重的影响。佩拉希亚于1968年首度在卡内基大厅表演之后，1972年成为首个获得利兹国际钢琴比赛第一名的美国人。1989年，佩拉希亚首次在萨尔茨堡音乐节登台，与莱文指挥的维也纳爱乐乐团合作了莫扎特的第21钢琴协奏曲，从此他多次做客萨尔茨堡音乐节，与阿巴多、索尔蒂、海廷克等指挥家合作。
1992年，佩拉希亚的拇指不慎被纸划伤并发炎，职业生涯暂停了数年。佩拉希亚演绎的巴赫作品被当作教科书般的典范，尤其是哥德堡变奏曲的录音。他先后获得过三次格莱美奖、两次回声音乐古典奖。2005年开始，佩拉希亚的手指旧疾复发，致使他再次闭关休息，减少演出和录音的数量。
除了独奏，佩拉希亚也时常演奏室内乐，他还是圣马丁室内乐团的首席客座指挥。

## 獲獎與榮譽
- 1972年：利兹国际钢琴比赛一等奖
- 2000年：克劳迪奥·阿劳纪念奖章（罗伯特·舒曼协会在第七届国际舒曼音乐节期间颁发）[6]
- 格莱美奖：
  - 1989年：最佳室内乐演奏奖（巴托克：为双钢琴及打击乐器所作的奏鸣曲）
  - 1999年：最佳器乐独奏奖（肖邦：练习曲）
  - 2003年：最佳器乐独奏奖（巴赫：第1、3、6英国组曲）
- 留声机奖：
  - 1984年：最佳协奏曲录音（莫扎特：第15、16钢琴协奏曲）
  - 1986年：最佳协奏曲录音（贝多芬：第3、4钢琴协奏曲）
  - 1986年：最佳器乐录音（舒伯特及莫扎特作品，与拉杜·鲁普合作）
  - 1995年：最佳器乐录音（肖邦作品）
  - 1996年：最佳器乐录音（亨德尔及斯卡拉蒂作品）
  - 2001年：最佳器乐录音（巴赫：哥德堡变奏曲）
  - 2003年：最佳器乐录音（肖邦：练习曲）
  - 2011年：最佳器乐录音（勃拉姆斯作品）
  - 2016年：最佳器乐录音（巴赫：法国组曲）[7]
- 1985年：皇家音乐学院（RAM）名誉会员[6]
- 1987年：皇家音乐学院（RCM）名誉会员
- 1999年：利兹大学音乐荣誉博士学位[6]
- 2007年：剑桥大学耶稣学院荣誉院士
- 2004年3月8日：荣誉爵级司令勋章（伊丽莎白二世颁发）
- 2012年：首批入选留声机名人堂（英语：Gramophone Hall of Fame）[8]
- 2012年：钢琴演奏让·金贝尔·莱恩奖（伊利诺伊州西北大学）
- 2013年：皇家音乐学院巴赫奖（英语：Royal Academy of Music Bach Prize）[9]
- 2015年：沃尔夫艺术奖（与洁西·诺曼一起）
- 2015年：美国文理科学院院士[10]

## 作品節選

### 商業錄音
- (CD). 20世紀偉大鋼琴家（英语：Great Pianists of the 20th Century） 75. Philips Classics. 1998. 456 922-2.